# Mike Lesk
Michael E. (Mike) Lesk (nascido 1945) é um cientista da computação americano.

## Biografia
De 1970 a 1984, Lesk trabalhou na Bell Labs, no grupo que construiu o Unix. Lesk escreveu ferramentas de processamento de palavras, assim como a Biblioteca Portátil de Entrada e Saída (o predecessor do stdio.h para C) e fez contribuições significantes para o preprocessador da linguagem C.